# Laura Tàunâjiková
Laura Tàunâjiková Uitsatikitseqová (*1979 Kuummiit) je grónská politička a učitelka.

## Životopis
Laura Tàunâjiková se narodila v roce 1979 v Kuummiitu v domě, kde žili její prarodiče. V letech 2004 až 2008 se vzdělávala jako učitelka v Grónském semináři. V letech 2010 až 2014 se vrátila do Qaqortoqu a poté opět pracovala v Tasiilaqu.
Kandidovala v komunálních volbách 2013, avšak nebyla zvolena. V roce 2014 byla Tàunâjiková zvolena poslankyní Grónského parlamentu za stranu Siumut. Byla předsedkyní právního výboru, členkou výborů pro kulturu a vzdělávání a pro rodinu a zdraví. Roku 2017 byla zvolena členkou zastupitelstva kraje Sermersooq. V roce 2018 poslanecký mandát obhájila.
Jako poslankyně se mimo jiné zasazovala o vybudování ženského centra v Tasiilaqu. Uvedla, že vzhledem k závažnosti domácího násilí ve městě - druhé největší ze všech lokalit v Grónsku, přičemž ve východním Grónsku dosahuje míra domácího násilí na matkách až 25 %, je vybudování ženského centra nezbytné. Vláda vyčlenila 3 miliony korun kraji Sermersooq v navrhovaném rozpočtu na vybudování centra. V září 2020 odešla z Grónského parlamentu na mateřskou dovolenou, aby se mohla starat o rodinu, protože měla jedno malé dítě a byla těhotná. Kandidovala však v komunálních volbách 2021 a byla znovu zvolena do zastupitelstva kraje Sermersooq. V krajské radě je od roku 2021 členkou výboru pro děti a rodinu.